# Kelley, Iowa
Kelley là một thành phố thuộc quận Story, tiểu bang Iowa, Hoa Kỳ. Năm 2010, dân số của thành phố này là 309 người.

## Dân số
Dân số qua các năm:
- Năm 2000: 300 người.
- Năm 2010: 309 người.